# Королевская часовня (Дублин)
Королевская часовня (англ. Chapel Royal) в Дублинском замке — часовня Церкви Ирландии, служила в качестве домовой церкви британских вице-королей, а затем — лордов-лейтенантов Ирландии с 1814 года до создания Ирландского свободного государства в 1922 году.

## История
Королевская часовня была третьей часовней в Дублинском замке, и второй, построенной на этом месте. До завершения строительства часовни лорды-лейтенанты Ирландии и их окружение посещали Церковь святой Вербурги в задней части замка. Впоследствии огромный амвон королевской часовни был перенесён в Церковь святой Вербурги.
Проект королевской часовни был разработан Фрэнсисом Джонстоном (1760—1829), ведущим архитектором Ирландии начала XIX века. Поскольку грунт в этом месте достаточно мягкий, располагавшаяся ранее на этом месте церковь разрушилась от собственной тяжести, и поэтому сооружение королевской часовни шло с использованием деревянного каркаса, чтобы максимально облегчить конструкцию. Тем не менее, для сооружения потребовалось семь лет.
Первый камень в фундамент часовни был заложен лордом-лейтенантом Джоном Расселом, 6-м герцогом Бедфордом 15 февраля 1807 года. Строительство было завершено с опозданием и превышением первоначального бюджета, открытие часовни состоялось на Рождество 1814 года при участии тогдашнего вице-короля Чарльза Уитворта, 1-го графа. Уитворт преподнёс часовне большой витраж над алтарем, который он приобрел в Париже, и который, по некоторым оценкам, был вывезен из России (Уитворт был посланником в Санкт-Петербурге в 1790-е годы). Боковые витражи выполнены дублинским мастером Брэдли, а на вершине окна находился герб Уитворта. Роскошный интерьер часовни был выполнен в неоготическом стиле.
Потолок часовни был отделан мастером Джорджем Стэплтоном, в то время как скульптор Эдвард Смит и его сын Джон высекли крупные скульптурные изображения. Над окном часовни высечены три фигуры в человеческий рост, символизирующие Веру, Надежду и Благочестие. Над галереей помещены изображения Благочестия и Преданности. Своды и колонны часовни сделаны из древесины и окрашены специальной краской (faux pierre), которая создает видимость, что они сделаны из камня. Современники оценивали интерьер часовни как "самый яркий и роскошный дублинский интерьер своей эпохи ".
Снаружи часовня была украшена тонким слоем известняка из карьера Тулламор, на наружной стене помещено более 90 бюстов работы Эдварда и Джона Смита, среди которых изображения Бриана Бору, Святого Патрика, архиепископа Ашера и Джонатана Свифта.
За одной из галерей часовни расположен проход, ведущий к спальням в Государственных апартаментах. Это были личные покои лорда-лейтенанта и его окружения, когда они останавливались в замке в ненастную погоду.
В часовне размещён действующий большой орган, который, по некоторым сведениям, был подарен часовне принцем Альбертом, супругом королевы Виктории. В центре отделки органа вырезано изображение, которое расценивается как портрет слепого ирландского композитора Торла О’Каролана.
После того как каждый лорд-лейтенант оставлял свой пост, его герб размещался на галерее часовни, а впоследствии, когда места в галерее не осталось, помещается в окне часовни. Ирландские националисты отметили, что последнее окно занято гербом последнего лорда-лейтенанта, виконта Фицалана (который был католического вероисповедания).

## Современное состояние
В 1943 году церковь стала собственностью ирландской армии, и часовня Церкви Ирландии стала католической часовней под названием «Церковь Пресвятой Троицы». С тех пор в ней не проводилось ни месс, ни богослужений. Сравнительно недавно часовня была восстановлена в виде, в котором она находилась в XIX веке и открыта для посещений. Крипт часовни иногда используется для проведения культурных мероприятий.
Часовня использовалась для съёмок телесериала Тюдоры, в частности для сцены суда над Томасом Мором.